# Інтервальна арифметика
Інтервальна арифметика — математична структура, яка для дійсних інтервалів визначає операції, аналогічні звичним арифметичним. Дана галузь математики називаються також інтервальним аналізом або інтервальними обчисленнями. Дана математична модель зручна для дослідження різних прикладних об'єктів:
- Величин, значення яких відомі лише наближено, тобто існує певний скінчений інтервал, в якому містяться ці значення.
- Величин, значення яких в ході обчислень спотворені похибками округлення.
- Випадкових величин.

Об'єкти та операції інтервальної арифметики можна розглядати як узагальнення моделі дійсних чисел, внаслідок чого, інтервали в деяких джерелах називаються інтервальними числами. Практична цінність цієї моделі пов'язана з тим, що результати вимірювань і обчислень практично завжди мають певну похибку, яку необхідно врахувати та оцінити.

## Операції над інтервалами
Ми розглядатимемо всі скінченні дійсні інтервали {\displaystyle [a,b]\ (a\leqslant b)}. Операції над ними визначаються наступним чином:
- Додавання: {\displaystyle [a,b]+[c,d]=[a+c,b+d]}
- Віднімання: {\displaystyle [a,b]-[c,d]=[a-d,b-c]}
- Множення: {\displaystyle [a,b]*[c,d]=[\min(ac,ad,bc,bd),\max(ac,ad,bc,bd)]}
- Ділення: {\displaystyle [a,b]/[c,d]=[\min(a/c,a/d,b/c,b/d),\max(a/c,a/d,b/c,b/d)]}

З визначення видно, сума інтервалів містить усі можливі суми чисел із інтервалів-доданків і визначає границі інтервалу таких сум. Аналогічно пояснюються і інші дії. Відзначимо, що операція ділення визначена лише в тому випадку, якщо інтервал-дільник не містить нуля.
Вироджені інтервали, в яких початок і кінець збігаються, можна прирівняти до звичайних дійсних чисел. Для них дані вище визначення збігаються з класичними арифметичними діями.

## Властивості операцій
Додавання та множення інтервалів комутативні та асоціативні. Дистрибутивність проявляється в послабленому вигляді: {\displaystyle X(Y+Z)\subset XY+XZ}

## Властивості інтервалів
- Нижня границя інтервалу: {\displaystyle {\underline {x}}}
- Верхня границя інтервалу: {\displaystyle {\overline {x}}}
- Середина інтервалу: {\displaystyle mid{\text{ }}x={\frac {({\overline {x}}+{\underline {x}})}{2}}}
- Ширина інтервалу: {\displaystyle wid{\text{ }}x={\overline {x}}-{\underline {x}}}
- Радіус інтервалу: {\displaystyle rad{\text{ }}x={\frac {({\overline {x}}-{\underline {x}})}{2}}}
- Абсолютне значення: {\displaystyle {\begin{vmatrix}x\end{vmatrix}}=max\{{\begin{vmatrix}{\underline {x}}\end{vmatrix}},{\begin{vmatrix}{\overline {x}}\end{vmatrix}}\}}
- Відстань між інтервалами: {\displaystyle dis(x,y)=max\{{\begin{bmatrix}{\underline {x}}-{\underline {y}}\end{bmatrix}},{\begin{vmatrix}{\overline {x}}-{\overline {y}}\end{vmatrix}}\}}